# Luigi Canepa
Pour les articles homonymes, voir Canepa.
Luigi Canepa, né à Sassari le 15 janvier 1849 oùil est mort le 12 mai 1914, est un compositeur et patriote italien. 
Parmi ses compositions figurent des opéras. Son œuvre la plus connue est Riccardo III, représentée au Teatro Carcano de Milan en 1879, puis en 1884 pour l'inauguration du Teatro Verdi de Sassari.